# Carl von Benning
Carl von Benning (auch Karl von Benning; * 18. Februar 1804 in Rhena; † 13. Februar 1875 in Kassel) war ein deutscher Rittergutsbesitzer, Landrat und Politiker.

## Leben
Carl von Benning war der Sohn des Hessen-Kasseler und königlich westphälischen Offiziers (Stabs-Capitaine) Friedrich von Benning († 28. März 1809 in Korbach) und dessen Ehefrau Friederike Ernestine Caroline geborene von Rhena (* 7. Dezember 1776 in Rhena; † 5. Dezember 1859 in Kassel). Er war evangelisch-lutherisch und heiratete am 22. Juni 1844 in Kassel Marie Clementine von Langenschwarz (* 1822), die Tochter des späteren Generalmajors Julius von Langenschwarz und der Ernestine Friederike Caroline von Urff.
Von Benning besuchte von 1812 bis 1817 das Landesgymnasium in Korbach und studierte in Marburg und Göttingen Staatswissenschaften. 1826 legte er das Staatsexamen ab und war 1827 Referendar und 1832 Regierungsassessor in Kassel. Von 1833 bis 1841 war er Landrat des Kreises Frankenberg, von 1841 bis 1844 Landrat des Kreises Fulda und von 1844 bis 1848 Landrat des Kreises Hofgeismar.
Am 31. Oktober 1848 wurden die kurhessischen Provinzen und Kreise abgeschafft. An ihre Stelle traten neun Bezirke. Von Benning wurde Bezirksdirektor im Bezirk Hersfeld. 1850 übergab er diese Aufgabe an Adam Heinrich Wilhelm Uloth und wurde Mitglied der Generaldirektion für den Bau der Staatseisenbahnen in Kurhessen. 1851 wurde er wegen Widerstand gegen die Staatsgewalt inhaftiert. Im Jahr 1860 wurde er zum Regierungsrat in Kassel ernannt und 1861 mit dem Titel eines Geheimen Regierungsrates ausgezeichnet. Zwischen 1863 und 1866 war er Regierungs-Direktor der Provinz Niederhessen in Kassel.
Er war Besitzer des landtagsfähigen Rittergutes Rhena. Von 1836 bis 1848 war er damit Mitglied des Landstandes des Fürstentums Waldeck.